# Galatheathuria
Galatheathuria is een geslacht van zeekomkommers uit de familie Synallactidae.

## Soorten
- Galatheathuria aspera (Théel, 1886)